# Poterne
En poterne er en betegnelse for en udfaldsport i et fæstningsanlæg. 
En poterne er ofte muret og går gennem en vold, der omkranser en fæstning. Poternen gør det muligt for de vagthavende soldater, der bemander fæstningen, at komme sikkert ind og ud af fæstningen og gå til modangreb på en angribende fjende. 

## Poterner i Danmark
Der findes velbevarede eksempler på poterner i Danmark i de fæstningsanlæg, som kongemagten opførte fra slutningen af 1600-tallet, f.eks. Kastellet i København, Fredericia fæstning og Nyborg fæstning.
| Arkitektur | Spire Denne arkitekturartikel er en spire som bør udbygges. Du er velkommen til at hjælpe Wikipedia ved at udvide den. |